# Warhaus
Warhaus is een Belgische eenmansband rond Maarten Devoldere (lid van Balthazar). De debuutsingle The Good Lie verscheen in 2016. Devoldere schreef het nummer met zijn ex-vriendin, Soldier's Heart-zangeres Sylvie Kreusch.
Warhaus speelde onder meer op Pukkelpop en Leffingeleuren. Live wordt Devoldere bijgestaan door Jasper Maekelberg (gitaar), Sander Verstraete (basgitaar) en mede Balthazar-bandleden Michiel Balcaen (drums) en Tijs Delbeke (piano, trombone). In het voorjaar 2018 verliet Sylvie Kreusch Warhaus om zich volledig op haar solocarrière te concentreren.
In 2016 werd het debuutalbum 'We fucked a flame into being' uitgebracht. Op 13 oktober 2017 werd de tweede plaat 'Warhaus' uitgebracht. Het nummer 'Control' van het album 'Warhaus' is gebruikt als de intromuziek van elke aflevering van de serie 'Red Light'. Op 11 november 2022 volgde een derde plaat, 'Ha Ha Heartbreak', waarin Devoldere zijn breuk met Sylie Kreusch bezingt. 
Bij de Music Industry Awards 2017 won Warhaus de prijs in de categorie "Alternative". 

## Discografie

### Albums
| Album met hitnotering(en) in de Vlaamse Ultratop 200 albums | Datum van verschijnen | Datum van binnenkomst | Hoogste positie | Aantal weken | Opmerkingen |
| ----------------------------------------------------------- | --------------------- | --------------------- | --------------- | ------------ | ----------- |
| We fucked a flame into being                                | 02-09-2016            | 10-09-2016            | 1(1wk)          | 58           |             |
| Warhaus                                                     | 13-10-2017            | 21-10-2017            | 7               | 43           |             |
| Ha ha heartbreak                                            | 11-11-2022            | 19-11-2022            | 5               | 52           |             |